# Brunstreckad bandvinge
Brunstreckad bandvinge (Actinodura waldeni) är en asiatisk fågel i familjen fnittertrastar inom ordningen tättingar.

## Kännetecken

### Utseende
Brunstreckad bandvinge är en 20-22 cm lång, kortstjärtad och rödbrun bandvinge. På det gråaktiga huvudet syns en fyllig tofs med bleka gråbruna fjäderspetsar och ett svagt svartaktigt mustaschstreck. Undersidan är vanligtvis rödbrun, otydligt streckad i gråbrunt på strupe och bröst. På vingar och stjärt syns tät bandning i svart och rödbrunt. Den liknar himalayabandvingen, framför allt underarten daflaensis som snarare har vitgrå än rödbrun undersida, men denna har ett brett och tydligt mustaschstreck, saknar streckning undertill men har istället streckad mantel.

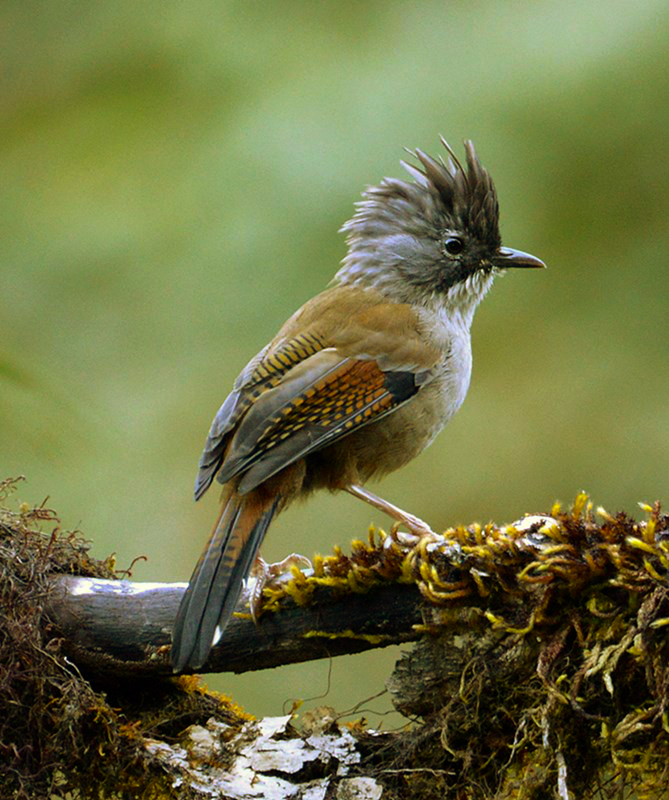
Brunstreckad bandvinge av underarten daflaensis.

### Läte
Sången består av en högljudd, genomträngande, stigande och något darrande fras som inleds med ett skallrande ljud.

## Utbredning och systematik
Brunstreckad bandvinge delas in i fyra underarter:
- Actinodura waldeni daflaensis – förekommer i norra Assam (norr om Brahmaputra) och sydöstra Tibet
- Actinodura waldeni waldeni – förekommer mellan sydöstra Assam (Naga Hills och Manipur) och nordvästra Myanmar
- Actinodura waldeni poliotis – förekommer i norra Myanmar (berget Victoria)
- Actinodura waldeni saturatior – förekommer i nordöstra Myanmar (Kachin State) och södra Kina (NW Yunnan)

Vissa behandlar brunstreckad bandvinge och himalayabandvingen (S. nipalensis) som en och samma art, och hybridisering (med underarten daflaensis) har påvisats i nordöstra Indien. Det har även föreslagits att daflaensis istället skulle behandlas som en del av himalayabandvingen.

### Släktestillhörighet
Bandvingarna placeras traditionellt i Actinodura. DNA-studier visar dock att två avvikande arter, rostkronad minla (Chrysominla strigula) och blåstjärtad siva (Siva cyanouroptera) är en del av bandvingarna. Olika taxonomiska auktoriteter har behandlat resultatet på olika sätt, antingen som här inkludera dessa i Actinodura, eller dela upp släktet i två. Brunstreckade bandvingen och dess närmaste släktingar lyfts då ut i släktet Sibia.

## Levnadssätt
Brunstreckad bandvinge förekommer i mossig, städsegrön lövskog, blandskog, bambu och skog med inslag av ek och rhododendron på mellan 1700 och 3300 meters höjd. Den ses enstaka, i par eller i smågrupper med mellan fem och tio fåglar, på jakt efter insekter, mollusker och frukt. Fågeln häckar fram till oktober i Indien. Arten är stannfågel, men kan söka sig till lägre nivåer under hårt vinterväder.

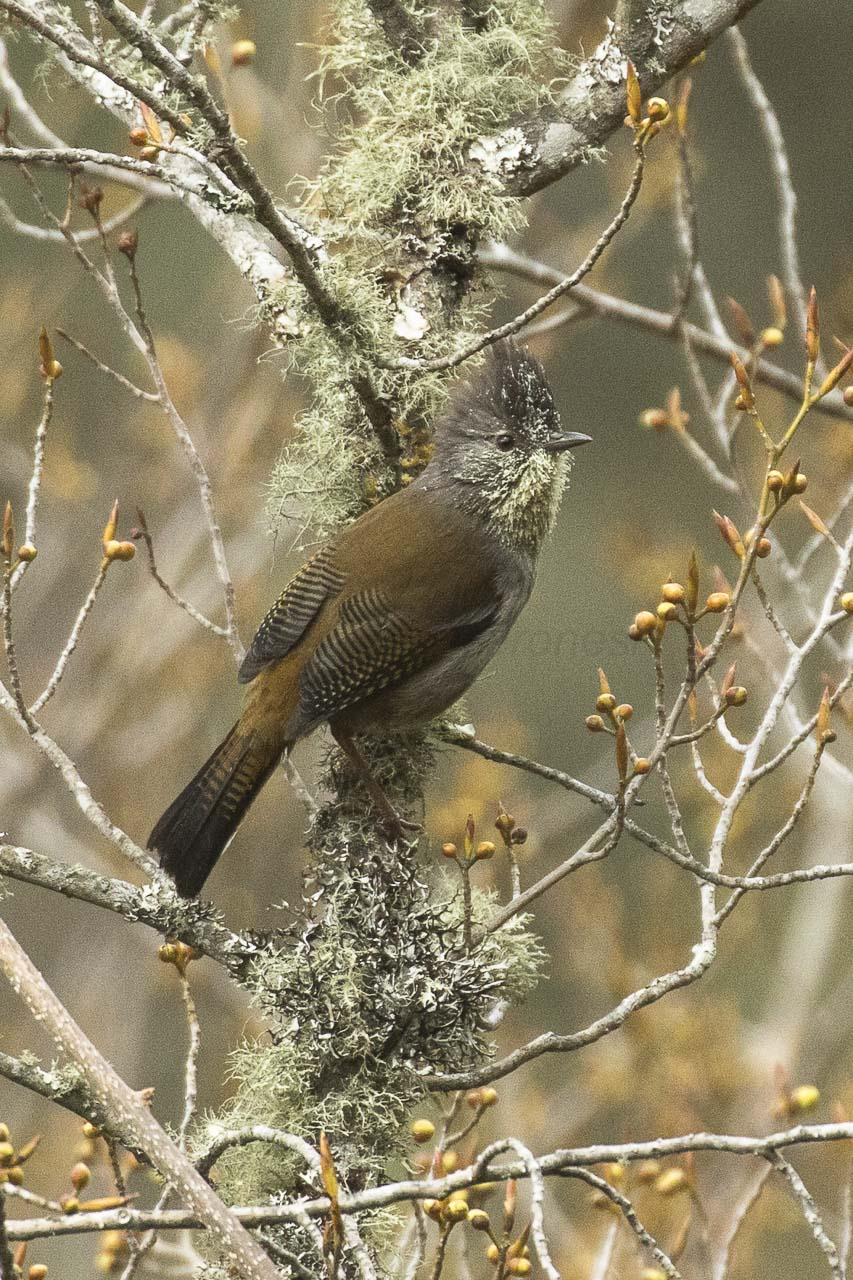
Brunstreckad bandvinge ses ofta födosöka bland mossiga stammar och grenar.

## Status och hot
Arten har ett stort utbredningsområde och en stor population, men tros minska i antal till följd av habitatförstörelse och fragmentering. Den minskar dock inte tillräckligt kraftigt för att den ska betraktas som hotad. Internationella naturvårdsunionen IUCN kategoriserar därför arten som livskraftig (LC). Världspopulationen har inte uppskattats men den beskrivs som lokalt ganska vanlig i Indien men mycket sällsynt i Kina.

## Namn
Fågelns vetenskapliga artnamn hedrar Arthur Hay, 9:e markis av Tweeddale (1824-1878, 1862-76 känd som Vicomte Walden), överste i British Army. Fram tills nyligen kallades den waldenbandvinge eller Waldens bandviinge även på svenska, men justerades 2022 till ett mer informativt namn av BirdLife Sveriges taxonomikommitté.